# Disneyland Park
Disneyland Park är en nöjespark och den ursprungliga parken i Disneyland Resort Paris, utanför Paris i Frankrike som invigdes 12 april 1992.
Parken består av fem olika zoner och sammanlagt 49 åkattraktioner på en yta av 57 hektar. Varje zon har sitt eget utseende och tema. Zonerna är Frontierland (Gränslandet), Adventureland (Äventyrslandet), Fantasyland (Fantasilandet), Discoveryland (Upptäcktslandet) och Main Street USA (Storgatan USA). I närheten av Disneyland Park finns även sju Disneyhotell.
Under 2011 hade parken 10 990 000 besökare, vilket gör den till den mest besökta nöjesparken i Frankrike och Europa, och den femte mest besökta i världen.

## Namnändringar
Parken har ändrat namn ett antal gånger sedan öppnandet 1992.
| 1992–19941      | 19942                 | 1994–20023       | 2002–4                                               |
| --------------- | --------------------- | ---------------- | ---------------------------------------------------- |
| Euro Disneyland | Euro Disneyland Paris | Disneyland Paris | Disneyland Park (engelska)/Parc Disneyland (franska) |

1Till maj 1994
 2Juni till september
 3Oktober 1994 till februari 2002
 4Mars 2002

## Parkens olika områden
I parken finns 49 attraktioner i fem olika tema-områden, placerade runt ett centralt torg i mitten av parken, framför Le Château de la Belle au Bois Dormant (Törnrosas slott). Från denna mittpunkt strålar ett antal gångvägar ut och genom de olika områdena. Runt parkens yttre gräns löper en järnväg, Disneyland Railroad, som har stationer i vart och ett av områdena utom i Adventureland.

### Main Street USA
Main Street USA är den stora huvudgatan i Disneyland Park som sträcker sig från huvudentrén till Town Square. Längs med gatan finns i huvudsak mest affärer. Man kan åka längs hela gatan med häst och vagn eller polisbil. Main Street USA ska föreställa huvudgatan i en amerikansk stad på 1920-talet.

### Frontierland
Frontierland ska föreställa västra USA på 1800-talet (Vilda Västern). På det området finns också en av parkens tre stora berg- och dalbanorna, Big Thunder Mountain Railroad, som är uppbyggd som en gruva med ett tåg som rusar genom berget. Mitt i Frontierland finns en stor sjö där hjulångarna Molly Brown och Mark Twain kör rundturer.

#### Åkattraktioner
- Legends of the Wild West
- Big Thunder Mountain Railroad
- Phantom Manor
- Mark Twain Riverboat
- River Rogue Keel Boats
- Rustler Roundup Shootin' Gallery
- Pocahontas Indian Village
- Woody's Roundup Village
- Chaparral Theatre
- Disneyland Railroad

### Adventureland
I Adventureland finns den andra av de tre berg- och dalbanorna, Indiana Jones and Temple of Peril är belägen på det området. Ingången till Adventureland ska efterlikna staden Agrabah där disneyfiguren Aladdin lever i filmen Aladdin. Det finns även en ö som heter Adventure Isle, där det finns en lekplats.

### Fantasyland
Fantasyland är den största delen av Disneyland och den med flest attraktioner. In dit kommer man genom ett slott som ser ut som det i disneyfilmen Törnrosa. I Fantasyland finns det som Disney kallar för "allt det magiska" ur deras klassiker.

### Discoveryland
Discoveryland ska föreställa framtiden och här finns den tredje av berg- och dalbanorna på Disneyland, Space Mountain: Mission 2. En annan åkattraktion är Buzz Lightyear Laser Blast där man åker omkring i rymden och skjuter på måltavlor med laserpistol.

### Fotnoter
1. ↑  Sture Olsson (11 maj 2005). ”Disneyland firar 50 år jorden runt” (på engelska). Aftonbladet. http://www.aftonbladet.se/resa/article10593550.ab. Läst 22 juli 2016.